# Метод Фолля
Ме́тод Фо́лля (нем. Elektroakupunktur nach Voll, EAV) — метод экспресс-диагностики в альтернативной (нетрадиционной) медицине, называемый иногда электропунктурным, использующий для постановки диагноза результаты измерения электрического сопротивления кожи на пальцах рук и ног.
С точки зрения современной доказательной медицины, у него отсутствуют диагностические возможности и устойчивые результаты клинических исследований. Метод Фолля не имеет научных основ и не признаётся научным сообществом.

## Общие сведения
Метод разработан в Германии доктором Рейнольдом Фоллем в 1958 году.
По заявлениям сторонников[кто?] метода, приборы «электроакупунктуры по Фоллю» обнаруживают энергетические дисбалансы организма, позволяя выбирать и контролировать лечение, а также обнаруживать заболевания на ранней стадии. Рекламируется способность части приборов обнаруживать аллергии, нарушения работы органов, паразитические заболевания, интоксикации и многие другие состояния.
В тестировании по Фоллю используется прибор с двумя электродами. Один из электродов удерживается в руке пациента, другим электродом производятся контакты с различными точками тела; при этом между электродами пропускается электрический ток (может быть опасно для людей, использующих кардиостимулятор). Измеренный ток отображается на шкале прибора. По состоянию на XXI век научных доказательств того, что подобные замеры могут быть надёжным методом диагностики или лечения, не представлено.
Сам по себе метод является относительно безопасным, однако имеется высокий риск неверной диагностики и неуместных методов лечения. Дезинформирование пациентов может привести к задержке начала необходимого лечения.

## Отношение к методу в мировом сообществе
В США использование метода для диагностики или терапии запрещено, а попытки импорта электропунктурных устройств преследуются по закону. В частности, многие практикующие фоллисты преследовались по закону за мошенничество, работу без лицензии, причинение смерти по неосторожности и ряд других проступков, связанных с их профессиональной деятельностью. Уголовному наказанию «диагносты», использовавшие метод Фолля, подвергались также на территории Великобритании, Австралии и Канады.
В России в 1999 году публиковались методические рекомендации по применению электропунктурной диагностики. По словам Александра Шуляка, директора НИИ традиционной медицины при РНИМУ им. Н. И. Пирогова, методические рекомендации были разработаны «Федеральным научным клинико‑экспериментальным центром традиционных методов диагностики и лечения» (ФНКЭЦ ТМДЛ, ранее НИИ традиционных методов лечения) во времена, когда научные методы почти не применялись, а Минздрав принимал все рекомендации этого института. После реорганизации ФНКЭЦ ТМДЛ в 2009 году метод утратил официальное признание. Однако попытки протолкнуть метод Фолля на государственный уровень предпринимались неоднократно, этим методом активно пользуются во многих частных медицинских центрах и всяческих «оздоровительных» учреждениях.
В 2000-х и 2010-х годах в России некоторые устройства (например, Имедис, Лира-100), реализующие метод Фолля и его модификации — вегеторезонансное или биорезонансное тестирование, использовались в том числе для мошенничества с тестированием на наркотики. По мнению Евгения Брюна (главного психиатра-нарколога Минздрава России), это дискредитировало идею массового тестирования на наркотики и создавало условия для коррупции.